# Manlangule
Manlangule, también conocida como Mantangule, es una isla situada en Filipinas, adyacente a la de Paragua, en el grupo de Balábac.
Administrativamente forma parte del barrio de Bancalaán   del municipio filipino de Balábac  de tercera categoría perteneciente a la provincia  de Paragua en  Mimaro,  Región IV-B de Filipinas.

## Geografía
Esta isla se encuentra situada al nordeste de  Isla de Ramos, frente a los  cabos Disaster y Encampment, entre las islas de Bancalán, a poniente,  y Bugsuk, a levante, dividida entre los barrios de Nueva Cagayancillo (Bugsuk) y de Sebaring; al sur de la isla de Pandanán.
La isla tiene una extensión superficial de aproximadamente 17,85 km², 8.100 metros de largo, en dirección este-oeste, y unos 3.350 metros de ancho.
Dista 7.900 metros de la  de isla Pandanán, cabo Tarong; 3.580 metros de la de Bancalán; 7.800 metros de Bugsuk.
El barrio de Bancalaán comprende además la isla del mismo nombre y  los islotes  de Gabung, de Malinsono (Paradise Island) y de Byan.
Al sur y a una distancia de 2.600 metros se encuentra la isla de arrecife de Canabungán, ocupando una posición intermedia entre las islas de Manlagule y la de Candaramán.

## Historia
Balábac formaba parte de la provincia española de  Calamianes, una de las 35 del archipiélago Filipino, en la parte llamada de Visayas. Pertenecía a la audiencia territorial  y Capitanía General de Filipinas, y en lo espiritual a la diócesis de Cebú.
De la provincia de Calamianes se segrega la Comandancia Militar del Príncipe, con su capital en Príncipe Alfonso, en honor del que luego sería el rey Alfonso XII, nacido en 1857.